# János Nagy (football, 1903)
János Nagy, né le 20 juin 1903, peut-être à Budapest, et mort vraisemblablement le 8 février 1966, est un joueur international et entraineur hongrois de football.

## Carrière
János Nagy joue au poste d'arrière. Il a une préférence pour le côté droit mais sait aussi jouer à gauche. Il joue au Kámoni AC puis au Szombathelyi AK (en), deux clubs de Szombathely, localité située tout à l'Ouest de la Hongrie. En 1926, le club, renommé « Sabaria LSz », est intégré au championnat de Hongrie, qui s'ouvre cette année là au professionnalisme et aux clubs extérieurs de Budapest. Le club de Szombathely termine à la 4e place en 1927 et 1928, mais est relégué en 1929. Décrit comme rapide et fiable, János Nagy se distingue suffisamment pour disputer trois rencontres avec l'équipe nationale, entre décembre 1926 et novembre 1928. Sa dernière cape est une victoire sur la Suisse lors de la Coupe internationale 1927-1930.
En 1929, il signe au Hungária MTK, champion de Hongrie en titre. Il y dispute trois saisons, obtenant une 2e place en championnat en 1931. En 1932, son club remporte la Coupe de Hongrie mais il ne joue pas la finale. Entre 1926 et 1932, il joue 98 ou 99 matchs de première division hongroise,.
En août 1932, alors que le championnat de France adopte à son tour le professionnalisme, il est recruté par l'AS Cannes, en même temps que son compatriote János Köves. Il est alors considéré comme l'un des meilleurs arrières du championnat,,. Lors de sa première saison, il dispute la finale du championnat perdue face à l'Olympique lillois (3-4). En août 1933 il est question de sa naturalisation française, mais cela ne semble pas aboutir. Après une deuxième saison moins aboutie, où il lui est arrivé de jouer demi pour dépanner, son contrat n'est pas reconduit et il rentre à Budapest,,.
János Nagy entame après-guerre une carrière d'entraîneur, d'abord au Prahova Ploiesti en Roumanie, puis en 1946 ou 1947 en Hongrie au Szentlőrinci AC (en), où il dirige notamment Ferenc Deák. 
En 1948, il émigre en Finlande, où il entraine KuPS pendant trois ans, les faisant passer de la deuxième division à la deuxième place en première division en 1950. À partir de 1951 et apparemment jusqu'à sa mort, il vit au Danemark où il va entraîner plusieurs clubs, notamment à Horsens (vraisemblablement le Horsens fS), de 1951 à 1953 puis en 1956, et le BK 1903 en 1955.